# Hillman Vortic
Der Hillman Vortic ist ein Wagen der Oberklasse, den der britische Autohersteller Hillman 1928 herausbrachte.
Das Fahrzeug hat einen obengesteuerten 8-Zylinder-Reihenmotor mit 2618 cm³ Hubraum, der die Hinterräder antreibt. Vier Jahre später wurde das Modell wieder eingestellt.